# توم براون (قسيس)
توم براون (بالإنجليزية: Tom Brown)‏ هو قسيس نيوزيلندي، ولد في 16 أغسطس 1943.